# Neviusia cliftonii
Espèce
Classification phylogénétique
Neviusia cliftonii est une espèce de plantes à fleurs du genre Neviusia et de la famille des Rosaceae. C'est un arbuste endémique de Californie.

## Description
Neviusia cliftonii est un arbuste à feuilles caduques atteignant une hauteur maximale de 2,5 mètres. Les feuilles disposées en alternance sont ovales ou en forme de cœur et bordées de lobes dentés. Les limbes atteignent 6 cm de long et portent de courts pétioles. L'inflorescence est une grappe en forme de ombelle de 3 à 5 fleurs. La fleur est une boule d'environ 50 longues étamines blanches, d'environ un demi-centimètre de long. Des pétales blancs entourent parfois les étamines, bien que les pétales soient souvent absents. Le fruit est un akène souple de quelques millimètres de long.
Lorsqu'elle n'est pas en fleur, la plante ressemble à des arbustes communs tels que l'Holodisque discolore et Physocarpus capitatus, une des raisons pour lesquelles elle fut reconnue récemment.

## Répartition
Neviusia cliftonii est endémique du comté de Shasta, comté de l'État de Californie aux États-Unis, où l'on connaît une vingtaine de plantes dans les montagnes autour du lac Shasta. Elle fut découverte à partir d'une plante à Redding.